# Tachiarai
Tachiarai (jap. 大刀洗町 Tachiarai-machi) – miasto w Japonii, na wyspie Kiusiu, w prefekturze Fukuoka. Według danych na rok 2020 miejscowość zamieszkiwało 15 521 mieszkańców , a gęstość zaludnienia wyniosła 679,6 os./km².